# José Escada
José Escada, né en 1934 à Lisbonne, et mort le 22 août 1980 dans la même ville, est un peintre portugais.

## Biographie
José Escada, né en 1934 à Lisbonne, obtient un diplôme en art à l'école des beaux-arts de Lisbonne.
Il est membre du groupe KWY. Il s'installe à Paris où il participe à diverses expositions collectives; il expose également en Hollande, en Italie et en Allemagne. Il voyage en Europe à plusieurs reprises, notamment à Munich.
Il meurt le 22 août 1980 dans sa ville natale.